# البنوك المركزية والعملات في إفريقيا

استخدام
فرنك غرب إفريقيا
فرنك وسط إفريقيا

يوجد في إفريقيا اتحادين ماليين يرتبطان بعدة مصارف مركزية، الأول هو المصرف المركزي لدول غرب إفريقيا (BCEAO) والثاني هو المصرف المركزي لدول وسط إفريقيا (BEAC). تستخدم دول هذين الاتحادين الفرنك الإفريقي في التداولات القانونية. فيما يلي قائمة بأسماء المصارف المركزية والعملات في الدول الإفريقية:
| الدولة                                                                                   | العملة                   | المصرف المركزي                    |
| ---------------------------------------------------------------------------------------- | ------------------------ | --------------------------------- |
| بنين · بوركينا فاسو · ساحل العاج · غينيا بيساو · مالي · النيجر · السنغال · توغو          | فرنك غرب إفريقي          | المصرف المركزي لدول غرب إفريقيا   |
| الكاميرون · جمهورية إفريقيا الوسطى · تشاد · جمهورية الكونغو · غينيا الاستوائية · الغابون | فرنك وسط إفريقي          | المصرف المركزي لدول وسط إفريقيا   |
| الجزائر                                                                                  | دينار جزائري             | مصرف الجزائر المركزي              |
| أنغولا                                                                                   | كوانزا أنغولي            | بنك أنجولا الوطني                 |
| بوتسوانا                                                                                 | بوتسوانا بولا            | مصرف بوتسوانا                     |
| بوروندي                                                                                  | فرنك بوروندي             | بنك جمهورية بوروندي               |
| الرأس الأخضر                                                                             | إيسكودو جزر الرأس الأخضر | بنك الرأس الأخضر                  |
| جزر القمر                                                                                | فرنك قمري                | المصرف المركزي لجزر القمر         |
| جمهورية الكونغو الديمقراطية                                                              | فرنك كونغولي             | مصرف الكونغو المركزي              |
| جيبوتي                                                                                   | فرنك جيبوتي              | المصرف المركزي الجيبوتي           |
| مصر                                                                                      | جنيه مصري                | البنك المركزي المصري              |
| إرتريا                                                                                   | ناكفا                    | مصرف إريتيريا المركزي             |
| إثيوبيا                                                                                  | بير إثيوبي               | البنك الوطني الإثيوبي             |
| غامبيا                                                                                   | دالاسي غامبي             | البنك المركزي الجامبي             |
| غانا                                                                                     | سيدي غاني                | مصرف غانا المركزي                 |
| غينيا                                                                                    | فرنك غيني                | بنك جمهورية غينيا المركزي         |
| كينيا                                                                                    | شيلينغ كيني              | البنك المركزي الكيني              |
| ليسوتو                                                                                   | لوتي ليسوتو              | بنك ليسوتو المركزي                |
| ليبيريا                                                                                  | دولار ليبيري             | البنك المركزي الليبيري            |
| ليبيا                                                                                    | دينار ليبي               | مصرف ليبيا المركزي                |
| مدغشقر                                                                                   | أرياري مدغشقري           | البنك المركزي المدغشقري           |
| مالاوي                                                                                   | كواشا ملاوية             | بنك ملاوي الاحتياطي               |
| موريتانيا                                                                                | أوقية موريتانية          | البنك المركزي الموريتاني          |
| موريشيوس                                                                                 | روبي موريشي              | مصرف موريشيوس المركزي             |
| المغرب · الصحراء الغربية                                                                 | درهم مغربي               | بنك المغرب                        |
| موزمبيق                                                                                  | متكال موزمبيقي           | مصرف موزامبيق                     |
| ناميبيا                                                                                  | دولار ناميبي             | مصرف ناميبيا                      |
| نيجيريا                                                                                  | نيرة نيجيرية             | البنك المركزي النيجيري            |
| رواندا                                                                                   | فرنك رواندي              | البنك الوطني الرواندي             |
| ساو توميه وبرينسيب                                                                       | دوبرا ساو توميه وبرينسيب | البنك المركزي لساو تومي وبرينسيبي |
| سيشل                                                                                     | روبية سيشلية             | بنك سيشيل المركزي                 |
| سيراليون                                                                                 | ليون سيراليوني           | بنك سيراليون                      |
| الصومال                                                                                  | شلن صومالي               | البنك المركزي الصومالي            |
| جنوب إفريقيا                                                                             | راند جنوب إفريقي         | بنك جنوب إفريقيا الاحتياطي        |
| جنوب السودان                                                                             | جنيه جنوب سوداني         | مصرف جنوب السودان المركزي         |
| السودان                                                                                  | جنيه سوداني              | مصرف السودان المركزي              |
| إسواتيني                                                                                 | ليلانغيني سوازيلندي      | البنك المركزي الاسواتيني          |
| تانزانيا                                                                                 | شيلينغ تانزاني           | مصرف تانزانيا                     |
| تونس                                                                                     | دينار تونسي              | المصرف المركزي التونسي            |
| أوغندا                                                                                   | شيلينغ أوغندي            | مصرف أوغندا                       |
| زامبيا                                                                                   | كواشا زامبي              | مصرف زامبيا                       |
| زيمبابوي                                                                                 | دولار زيمبابوي           | بنك الاحتياطي الزيمبابوي          |